# Patchesi

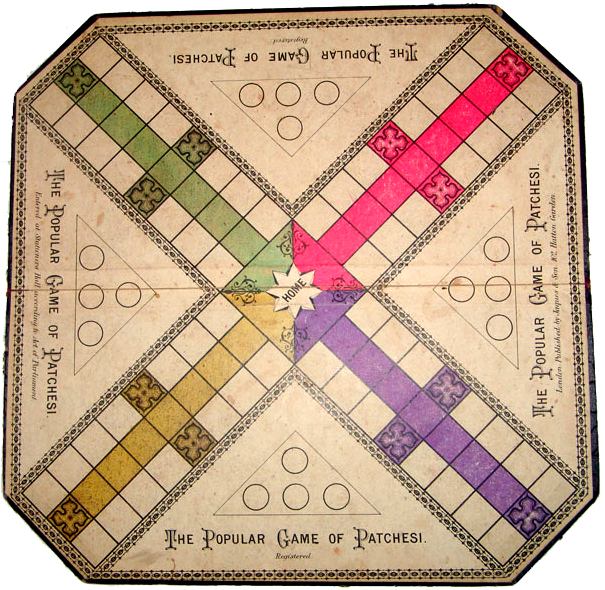
Spielbrett

Das Spiel Patchesi (oder Homeward Bound) ist das erste englische Pachisi-Derivat und etwa gleichzeitig wie das US-amerikanische Parcheesi entstanden. Der Begriff „Patchesi“ ist die englische Schreibweise von Pachisi. Es hat aber in den Spielregeln und im Brett bereits grundlegende Änderungen.

## Geschichte
Patchesi wurde von der 1795 gegründeten Firma John Jaques & Son seit 1863 bis in den 1920ern vertrieben. Der Markenschutz dieses Spiels erfolgte erst am 4. März 1864. Es gab in England ein früheres Patent vom 11. April 1862 eines Spiels, welches The Game of Puchese hieß, aber nie auf dem Markt erhältlich war. Das Patent wurde für die unbekannten Herren Wood und Arathoon ausgestellt. Ob es auch der Vorläufer des vier Jahre später erschienene Patcheesi (später Parcheesi) in den USA war, ist nicht geklärt. Es ist möglich, dass diese Spiele beide in etwa zur gleichen Zeit vom Spiel Pachisi übernommen wurden und in den unterschiedlichen Märkten verbreitet wurden, ohne zueinander eine Verbindung zu haben. Dagegen ist die Schreibweise Patcheesi (amerikanisch) und Patchesi (englisch), sowie die Bezeichnung des Zentrums als "Home" auffällig ähnlich. Ebenso ist dasselbe Beginnfeld auf einem sicheren Feld auf einer rechten Bahn eines Armes und nicht in der Mitte wie beim ursprünglichen indischen Spiel, ein bemerkenswerter Zufall, wenn sich das amerikanische Spiel nicht aus dem englischen entwickelt haben sollte.

## Spielbrett

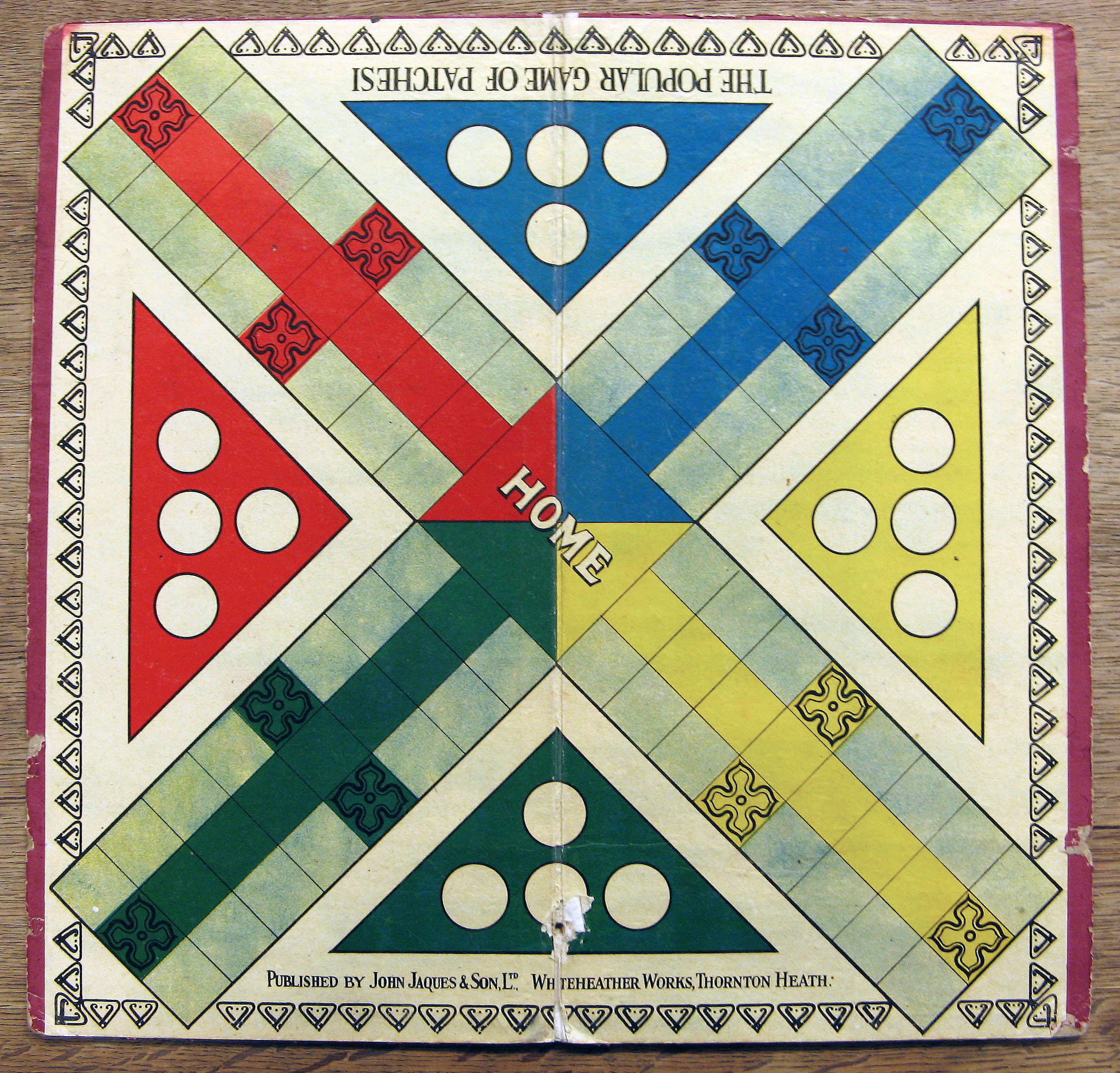
Spielbrett

Das Brett hat große Ähnlichkeiten mit dem Pachisi. Der erste auffällige Unterschied ist, dass Patchesi auf Karton gefertigt wurde und nicht auf Stoff, wie das beim indischen Original der Fall ist. Die wesentlichen Unterschiede für das Spiel sind die Positionen der sicheren Felder auf den Armen. Pachisi hat bei den äußeren Bahnen von jedem Arm von außen gesehen, bei der vierten Position die sicheren Felder. Patchesi hat dagegen bei der fünften Position die sicheren Felder. Dieses Charakteristikum ist gleich wie bei Parcheesi und wie bei aus diesen entstandenen Spielen Eile mit Weile und Parchís. Ebenso ist die farbliche Herausarbeitung der mittleren Bahn der Arme eine Neuerung gegenüber Pachisi und in den Nachfolgerspielen Ludo und Mensch ärgere Dich nicht beibehalten worden.

## Spielregeln

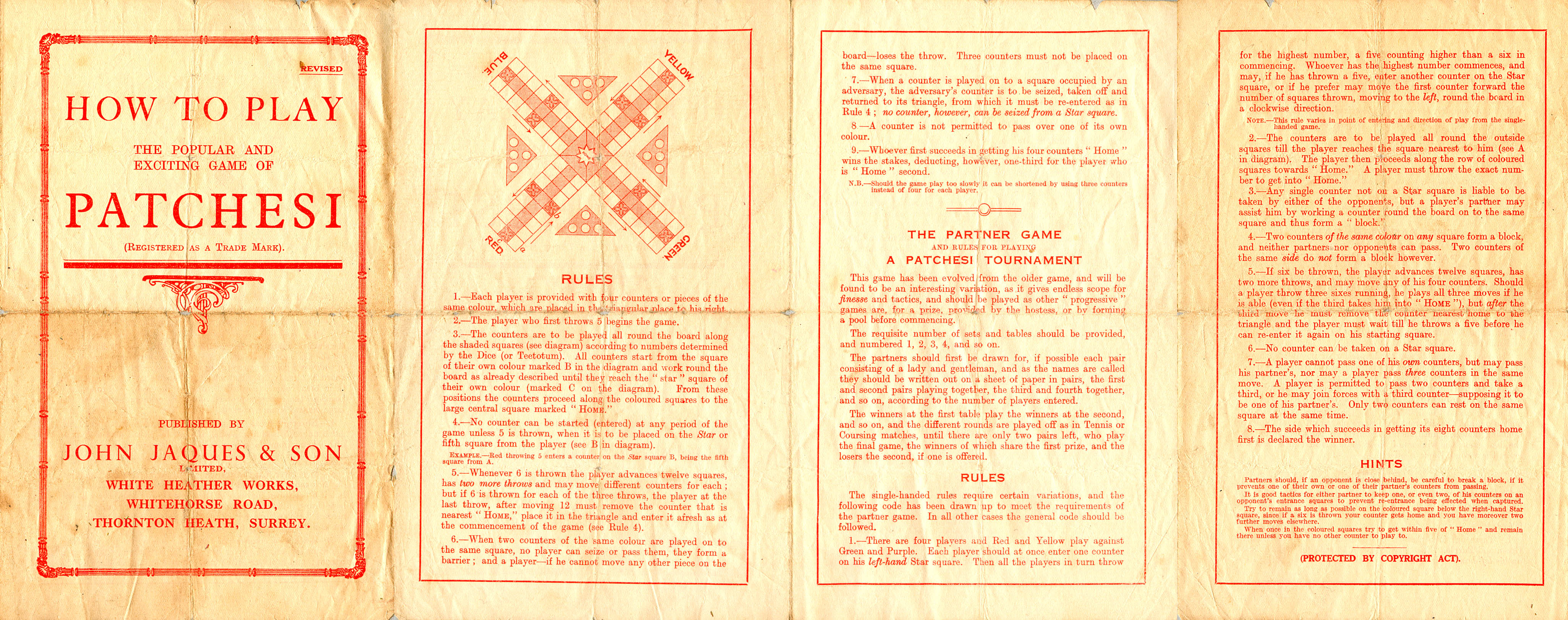
Originale Spielregeln
- (als PDF)

1. Jeder Spieler setzt vier Spielsteine in die dreieckigen Felder seiner Farbe.
2. Danach wird reihum gewürfelt, bis ein Spieler eine Fünf würfelt. Der Erste, der eine Fünf würfelt, beginnt das Spiel.
3. Es wird reihum im Gegenuhrzeigersinn gezogen. Dazu wird auf dem sicheren Feld gestartet, welches auf der Bahn des Armes auf der Seite des eigenen Dreieckes liegt. (Wie das z. B. auch bei Parcheesi oder Eile mit Weile der Fall ist.) Es müssen über alle linke und rechte Bahnen der Arme gezogen werden, bis die Spielfigur auf dem Arm der eigenen Farbe ankommt. Dann wird die Spielfigur über die mittlere Bahn bis ins Zentrum ("Home") gezogen.
4. Es darf erst eine Spielfigur aus den Ecken herausgenommen und ins Spiel gebracht werden, wenn der Spieler eine Fünf würfelt.
5. Wenn eine Sechs gewürfelt wurde, darf der Spieler nochmals zweimal würfeln und die einzelnen Würfe auf verschiedene Spielsteine aufteilen. Wurden aber bei den zwei weiteren Würfen jedes Mal eine Sechs gewürfelt, muss der Spieler die Spielfigur auf sein dreieckiges Feld zurückstellen, welche am nächsten am Ziel ist. Die zurückgestellte Spielfigur muss wieder neu ins Spiel gebracht werden.
6. Wenn zwei gleichfarbige Spielfiguren auf ein Feld kommen, bilden sie eine Barriere. Kein Spielstein (weder von derselben oder von einer anderen Farbe) kann über diese beiden gezogen werden. Es dürfen nicht mehr als zwei Spielfiguren auf demselben Feld stehen. Wenn ein Wurf eines Spielers deshalb nicht ausgeführt werden kann, wird der Wurf wertlos.
7. Wenn ein Spielstein auf das Feld eines gegnerischen Spielsteins kommt, wird dieser geschlagen und auf das dreieckige Feld zurückgestellt. Ein Spielstein auf einem Feld mit einem Stern kann nicht geschlagen werden.
8. Ein Spielstein kann nicht über einen Stein der gleichen Farbe gezogen werden.
9. Der erste, der alle seine Spielsteine ins Zentrum gezogen hat, gewinnt das Spiel.

### Varianten
Irving Finkel schreibt in seiner Abhandlung über Pachisi, dass beim ersten Patchesi-Spiel noch mit drei anstatt vier Spielsteinen gespielt wurde. Dies ist aber eine höchst seltene Variante, die auch beim Mutterspiel Pachisi vorkommen kann.
In den obigen Spielregeln wird auf ein Partnerspiel hingewiesen und auf ein Turnierspiel. Auch dies wurde vom ursprünglichen Spiel Pachisi übernommen und abgewandelt.